# Reha Hinzelmann
Reha Hinzelmann, auch bekannt als Renate Hinzelmann oder Renate Ronau (* 18. Februar 1942 in Berlin), ist eine deutsche Schauspielerin und Synchronsprecherin.

## Leben und Wirken
Die Tochter der Schauspieler Werner Hinzelmann und Steffi Ronau ist Filmliebhabern vor allem als die deutsche Synchronstimme der von Talia Shire gespielten Adrianna Pennino in den Rocky-Verfilmungen bekannt, die sie in allen fünf Teilen sprach. Im dritten Teil von Der Pate war sie ebenfalls die Stimme von Talia Shire in der Rolle der Connie.
Hinzelmann war bereits in ihrer Kindheit als Synchronsprecherin tätig, so sprach sie 1953 Brigitte Fossey in dem Filmdrama Verbotene Spiele. Des Weiteren synchronisierte sie mehrere Spielfilme der 1970er Jahre, zu denen Warum bellt Herr Boblikow?, Oh, diese Frauen oder Die Kehrseite der Medaille gehören oder auch Die Körperfresser kommen. Als Hörspielsprecherin war sie mehrmals in Bibi Blocksberg zu hören oder in der Hörspielfassung von Kimba, der weiße Löwe.
Reha Hinzelmann lebt in Berlin-Dahlem.

## Werk
Synchron
- Talia Shire: Rocky (1976)
- Talia Shire: Rocky 2 (1979)
- Talia Shire: Rocky IV – Der Kampf des Jahrhunderts (1985)
- Talia Shire: Rocky V (1990)
- Belinda Montgomery: Die Kehrseite der Medaille (1975)
- Rena Niehaus: Warum bellt Herr Bobikow? (1975)
- Gayle Reed: Aus Liebe zu dir (1952, als Renate Hinzelmann)
- Talia Shire: Rocky 4 – Der Kampf des Jahrhunderts
- Talia Shire: Rocky 5 (1990)
- Brigitte Fossey: Verbotene Spiele (1952, als Renate Hinzelmann)
- Talia Shire: Der Pate III (1990)
- Terry Burnham: Solange es Menschen gibt (1959, als Renate Hinzelmann)
- Veronica Cartwright: Die Körperfresser kommen (1978)
- Anny Duperey: Oh diese Frauen (1969)
- Shelley Fabares: Nur du allein (1956, als Renate Hinzelmann)

Hörspiel
- Kimba, der weiße Löwe: Kroko mit Brillanten (1977)
- Bibi Blocksberg: Bibi und der Autostau (1985)
- Bibi Blocksberg: Bibi und der Supermarkt (1985)
- Bibi Blocksberg: Bibi reißt aus (1985)
- Die fremde Stimme (RIAS-Hörspiel, 1952, als Renate Hinzelmann)
- Das Lächeln der Ewigkeit (RIAS 1953)[1]
- Weihnachten war’s (RIAS-Hörspiel, 1959, als Renate Hinzelmann)